# Liburnia kirkaldyi
Liburnia kirkaldyi är en insektsart som först beskrevs av Frederick Arthur Godfrey Muir 1917.  Liburnia kirkaldyi ingår i släktet Liburnia och familjen sporrstritar. Inga underarter finns listade i Catalogue of Life.